# Szécsisziget
Szécsisziget es un pueblo ubicado en el condado de Zala, Hungría.

## Superficie
Posee una superficie de 6,20 kilómetros cuadrados.

## Demografía
Hasta 2021 la población era de 187 habitantes, con una densidad de población de 30,16 habitantes por kilómetro cuadrado. En 2011 el 95,8% de la población estaba conformada por húngaros y la religión predominante era el catolicismo.